# 銀の月 黒い星
「銀の月 黒い星」（ぎんのつき くろいほし）は日本のヴィジュアル系ロックバンドアリス九號.の楽曲であり、通算2枚目のシングルとして2005年3月30日にPS COMPANYよりリリースされた。

## 解説
PS COMPANYに所属し、名義を「アリス九號」から「アリス九號.」に変更して初のシングル作品。「アリス九號.的シングル三連動企画 九號短歌音像シングル」と銘打たれ、3ヶ月連続リリースされたシングルの1作目。5000枚限定発売で、タイトル曲のPVを収めたDVDが付属していた。

## チャート成績
本作品はオリコン週間シングルチャートでは、2005年4月11日付で初登場・最高順位ともに45位を記録した。同チャート200位圏内に、計3週にわたってランクインした(2週目は102位、3週目は150位)。

## 収録曲
| 全作詞: 将、全作曲: アリス九號.。 |                    |      |             |         |
| #                                 | タイトル           | 作詞 | 作曲・編曲  | 時間    |
| 1.                                | 「銀の月 黒い星」  | 将   | アリス九號. | 4分35秒 |
| 2.                                | 「光彩ストライプ」 | 将   | アリス九號. | 4分51秒 |

| 全作詞: 将、全作曲: アリス九號.。 |                   |      |             |
| #                                 | タイトル          | 作詞 | 作曲・編曲  |
| 1.                                | 「銀の月 黒い星」 | 将   | アリス九號. |

## 品番
|                | リリース日    | 品番      |
| -------------- | ------------- | --------- |
| 5000枚限定生産 | 2005年3月30日 | PSTA-0062 |

## 収録作品
銀の月 黒い星
- 『華想夢想紙』[2]
- 「F+IX=YOU」(セルフカヴァー) [3]
- 『花鳥ノ調』(セルフカヴァー、「F+IX=YOU」収録のものと同テイク) [4]

光彩ストライプ
- 『華想夢想紙』[2]